# Alyssum obovatum
Alyssum obovatum är en korsblommig växtart som först beskrevs av Carl Anton von Meyer, och fick sitt nu gällande namn av Porphir Kiril Nicolai Stepanowitsch Turczaninow. Alyssum obovatum ingår i släktet stenörter, och familjen korsblommiga växter. Inga underarter finns listade i Catalogue of Life.